# Mary, Vương nữ Vương thất
Mary của Liên hiệp Anh, Vương nữ Vương thất (Victoria Alexandra Alice Mary; 25 tháng 4 năm 1897 – 28 tháng 3 năm 1965) là một thành viên của vương thất Anh. Bà là người con thứ 3 và cũng là con gái duy nhất trong tổng số 6 người con của Vua George V và Vương hậu Mary, là cô ruột của Nữ hoàng Elizabeth II.  Thế chiến thứ nhất đã đưa Mary ra khỏi sự ẩn dật khi bà phát động một chiến dịch từ thiện để hỗ trợ quân đội và thủy thủ Anh. Mary sau đó đã trở thành một y tá phục vụ trong Thế chiến. Bà kết hôn với Henry Lascelles, Tử tước Lascelles (sau này là Bá tước thứ 6 xứ Harewood) vào năm 1922.

## Thời thơ ấu

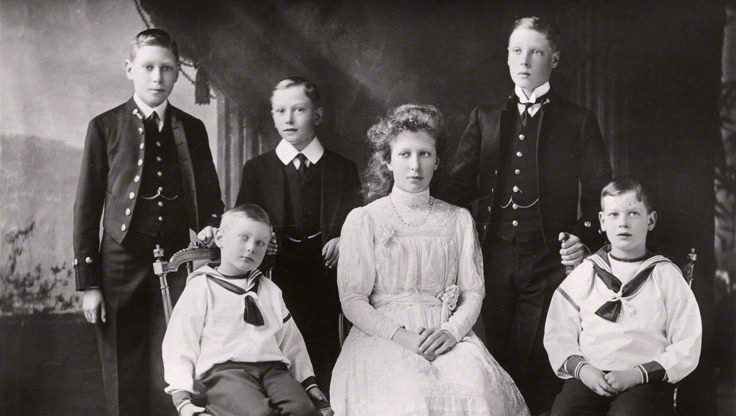
Từ trái sang: Vương tử Albert (sau là George VI), Vương tử Henry và Vương tử Edward (sau là Edward VIII) (hàng trên); Vương tử John, Mary và Vương tử George (hàng dưới)

Vương nữ Mary được sinh ra khi cha mẹ bà vẫn còn là Công tước và Công tước phu nhân xứ York. Cha bà là người con lớn nhất còn sống của Thân vương và Vương phi xứ Wales. Bà được đặt tên theo tên bà cố nội (Victoria I của Liên hiệp Anh), tên bà nội (Alexandra), và tên bà ngoại (Mary Adelaide xứ Cambridge). Vì bà có ngày sinh nhật trùng với bà cô, Alice, Đại Công tước phu nhân xứ Hessen và Rhein, con gái Nữ vương Victoria, nên cái tên Alice cũng được thêm vào. Khi sinh ra, bà đứng thứ 5 trong danh sách kế vị ngai vàng Anh Quốc.
Mary được rửa tội tại nhà thờ St Mary Magdalene gần Sandringham vào 7 tháng 6 năm 1897 bởi William Dalrymple Maclagan, Tổng giám mục xứ York. Cha mẹ đỡ đầu của bà là: Nữ vương Victoria (bà cố); Quốc vương Hellenes (ông cậu); Hoàng thái hậu của Đế quốc Nga (chị bà nội); Thân vương và Vương phi xứ Wales (ông bà nội); Công tước phu nhân xứ Teck (bà ngoại) và Vương tôn nữ Victoria Alexandra xứ Wales (cô); and Công tử Francis xứ Teck (cậu).

## Giáo dục
Vương nữ Mary được giáo dục tại nhà cùng với các anh và em trai: Vương tử Edward (sau này là Edward VIII), Vương tử Albert (sau này là George VI), và Vương tử Henry (sau này là Công tước xứ Gloucester). Cùng với các anh em của mình, Mary chịu sự giáo dục vô cùng hà khắc của cha. Bà thông thạo tiếng Đức, tiếng Pháp và đặc biệt yêu thích môn đua ngựa.

## Hôn nhân và gia đình
Ngày 28 tháng 2 năm 1922, Mary kết hôn với Tử tước Lascelles, con cả của Henry Lascelles, Bá tước thứ 5 xứ Harewood và Phu nhân Florence Bridgeman. Khi đó Mary 24 tuổi, còn Tử tước Lascelles 39 tuổi. Đám cưới của họ diễn ra tại Tu viện Westminster, và đã thu hút một đám đông lớn trên con đường tới Cung điện Buckingham. Bạn thân của Mary, Tiểu thư Elizabeth Bowes-Lyon là một trong những phù dâu trong hôn lễ.
Các phù dâu trong hôn lễ của bà bao gồm:
- Tiểu thư Elizabeth Bowes-Lyon (chị dâu, sau này là Vương mẫu hậu Elizabeth)
- Vương tôn nữ Maud Duff (con gái của Louise, Vương nữ Vương thất, em họ của Mary)
- Tiểu thư Mary Cambridge (con gái của Hầu tước thứ nhất xứ Cambridge, em họ của Mary)
- Tiểu thư May Cambridge (con gái của Alexander Cambridge, Bá tước thứ nhất xứ Athlone và Alice của Albany, em họ bên ngoại và em họ 2 đời bên nội của Mary)
- Tiểu thư Diana Bridgeman (con gái của Orlando Bridgeman, Bá tước thứ 5 xứ Bradford)
- Lady Mary Thynne (con gái của Thomas Thynne, Hầu tước thứ 5 xứ Bath)
- Lady Rachel Cavendish (con gái của Victor Cavendish, Công tước thứ 9 xứ Devonshire)
- Lady Doris Gordon-Lennox (con gái của Charles Gordon-Lennox, Công tước thứ 8 xứ Richmond)

Vương nữ Mary và Tử tước Lascelles có hai con trai:
- George, Bá tước thứ 7 xứ Harewood (7 tháng 2 năm 1923 – 11 tháng 7 năm 2011); kết hôn với Marion Stein năm 1949; có con; ly hôn năm 1967; tái hôn với Patricia Elizabeth Tuckwell năm 1967; có con.
- Gerald Lascelles Danh dự (21 tháng 8 năm 1924 – 27 tháng 2 năm 1998); kết hôn với Angela Dowding năm 1952; có con; ly hôn năm 1978; tái hôn Elizabeth Collingwood; có con.

Vào ngày 6 tháng 10 năm 1929, chồng của Mary kế thừa tước vị Bá tước từ cha, trở thành Bá tước thứ 6 xứ Harewood. Ngày 1 tháng 1 năm 1932, Quốc vương George V cho rằng đứa con gái duy nhất của mình nên được nhận tước hiệu Vương nữ Vương thất, sau khi người tiền nhiệm là Louise, Công tước phu nhân xứ Fife đã qua đời một năm trước đó.

## Cuộc sống cá nhân
Mary đặc biệt thân thiết với anh trai cả, Thân vương xứ Wales, người sau đó trở thành Edward VIII. Sau cuộc khủng hoảng thoái vị, bà và chồng đã đến lâu đài Enzesfeld gần Viên sống cùng với vợ chồng Công tước xứ Windsor. Tháng 11 năm 1947, Mary từ chối tham dự hôn lễ của cháu gái, Vương nữ Elizabeth với Philip Mountbatten vì lý do sức khỏe. Tuy nhiên nguyên nhân thực sự có lẽ là bà không vừa ý việc anh trai bà, Công tước xứ Windsor không được mời đến hôn lễ.
Bá tước phu nhân có tham dự lễ đăng quang của cháu gái, Nữ vương Elizabeth II tại Tu viện Westminster vào tháng 6 năm 1953. Lần xuất hiện chính thức cuối cùng của bà là đại diện Nữ vương tham dự tang lễ của Vương hậu Louise của Thụy Điển năm 1965.
Mary đã đến thăm anh trai, Công tước xứ Windsor, vào tháng 3 năm 1965 sau khi ông trải qua một cuộc phẫu thuật mắt. Bà cũng gặp mặt Công tước phu nhân xứ Windsor là Wallis Simpson, người kết hôn với cựu vương Edward VIII đã hơn 28 năm. Đây cũng là lần gặp mặt đầu tiên của Công tước phu nhân với một thành viên gia đình chồng kể từ sau khi kết hôn vào năm 1937.

## Qua đời
Ngày 28 tháng 3 năm 1965, Mary qua đời sau một cơn đau tim trong khi đang đi dạo cùng con trai và các cháu trong khuôn viên dinh thự Harewood, hưởng thọ 67 tuổi. Bà được chôn cất trong hầm mộ gia tộc Lascelles ở Harewood.

## Tước hiệu và tước vị
- 1897–1898: Vương tằng tôn nữ Mary xứ York Điện hạ (Her Highness Princess Mary of York)
- 1898–1901: Vương tằng tôn nữ Mary xứ York Điện hạ (Her Royal Highness Princess Mary of York)
- 1901–1901: Vương tằng tôn nữ Mary xứ Cornwall và York Điện hạ (Her Royal Highness Princess Mary of Cornwall and York)
- 1901–1910: Vương tôn nữ Mary xứ Wales Điện hạ (Her Royal Highness Princess Mary of Wales)
- 1910–1922: Vương nữ Mary Điện hạ (Her Royal Highness The Princess Mary) [12]
- 1922–1929: Vương nữ Mary, Tử tước phu nhân Lascelles Điện hạ (Her Royal Highness The Princess Mary, Viscountess Lasalle)
- 1929–1932: Vương nữ Mary, Bá tước phu nhân xứ Harewood Điện hạ (Her Royal Highness The Princess Mary, Countess of Harewood)
- 1932–1965: Vương nữ Vương thất Điện hạ (Her Royal Highness, The Princess Royal)